# 56-os busz (Budapest)
A budapesti 56-os jelzésű autóbusz a Moszkva tér és a Hűvösvölgy, Hidegkúti út között közlekedett. A vonalat a Budapesti Közlekedési Rt. üzemeltette.

## Története
1952. február 12-étől 56-os jelzéssel közlekedtek buszok a Moszkva tér és Hűvösvölgy között. 1954. május 10-én a vonalat a Sarló utca / Attila út kereszteződéséig, majd október 25-én a Lánchídon át a Vörösmarty térig hosszabbították meg. 1957. július 15-én pesti végállomása átkerült a József nádor térre. 1959. június 15-én 156-os jelzésű gyorsjáratot indítottak a József nádor tér és a Hűvösvölgy között.
1963. április 28-ától 56A jelzésű betétjáratot kapott a Moszkva tér és a Hűvösvölgy között, mely csak munkaszüneti napokon közlekedett és a két végállomás között csak a Népkertnél állt meg. A betétjárat 1963. december 15-étől minden megállóban megállt. 1964. április 13-án tovább rövidült az 56-os és 156-os buszok útvonala, a József nádor tér helyett a Apáczai Csere János utcától indultak Buda felé.
1972. december 23-án a 2-es metró átadása miatt ismét megrövidült, ettől kezdve csak a Moszkva tér és a Hűvösvölgy között járt, a 156-os gyorsjárat pedig megszűnt. Utóbbi helyett 1973. április 2-án 156E jelzésű expresszjáratot helyeztek forgalomba a Moszkva tér és a Hűvösvölgy között, ami a két végállomás között csak a Népkertnél állt meg. 1974. január 14-én 56Y jelzésű elágazójáratot kapott a Moszkva tér és a Dániel út között, ez a járat korábban 39B jelzéssel közlekedett. 1977. január 1-jén az 56Y a 156-os, a 156E pedig az 56E jelzést kapta.
1999. július 6-án átadták az új hűvösvölgyi autóbusz-végállomást, a nap folyamán az 56-os és az 56E is megszűnt, helyettük pedig 56-os jelzéssel indult új gyorsjárat. Később megszűnt az is, így jelenleg Hűvösvölgy és a Széll Kálmán tér között, nappali üzemben csak villamossal lehet utazni átszállás nélkül.
2023. július 1-jén egy napra újra feléledt retrójáratként: a vonalon aznap egy Ikarus 280-as BPI-829 rendszámú és egy Ikarus 435-ös BPI-923 rendszámú csuklós busz közlekedett.

## Útvonala
| Hűvösvölgy, Hidegkúti út felé:                                                            | Moszkva tér felé:                                                                         |
| ----------------------------------------------------------------------------------------- | ----------------------------------------------------------------------------------------- |
| Moszkva tér vá. – Szilágyi Erzsébet fasor – Hűvösvölgyi út – Hűvösvölgy, Hidegkúti út vá. | Hűvösvölgy, Hidegkúti út vá. – Hűvösvölgyi út – Szilágyi Erzsébet fasor – Moszkva tér vá. |

## Megállóhelyei
| 0  | Moszkva tér végállomás                                           | 16 | 5, 21, 21, 22, 22, 28, 39, 49, 56E, 128, 156, 158, Vár 4, 6, 18, 56, 59, 61 |
| 3  | Fogaskerekű Vasút                                                | 13 | 5, 156 18, 56, Fogaskerekű                                                  |
| 5  | Szent János Kórház                                               | 11 | 22, 28, 128, 156, 158                                                       |
| 6  | Nagyajtai utca                                                   | 10 |                                                                             |
| 7  | Budagyöngye                                                      | 9  | 22, 22, 158 56                                                              |
| 8  | Kelemen László utca (Hűvösvölgyi út) (↓) Kelemen László utca (↑) | 8  | 29 56                                                                       |
| 9  | Pannónia Film Vállalat                                           | 7  | 29 56                                                                       |
| 10 | Szerb Antal utca                                                 | 6  | 29                                                                          |
| 11 | Vadaskerti utca (↓) Lipótmezei út (↑)                            | 5  |                                                                             |
| 12 | Nyéki út                                                         | 4  |                                                                             |
| 13 | Hársfa Vendéglő                                                  | 3  |                                                                             |
| 15 | Hűvösvölgy, Népkert                                              | 1  | 56E, 57, 63, 64, 157, 164, 257 56                                           |
| 16 | Hűvösvölgy, Hidegkúti út végállomás                              | 0  | 56E, 57, 63, 64, 157, 164, 257                                              |

## Érdekességek
- Többször (sőt a történet szempontjából indokolatlanul sokszor) látható a buszjárat több busza is a Szeretők című, 1984-ben bemutatott magyar filmdráma külső helyszíneken felvett jeleneteiben; a snittek egy részében a Moszkva téri végállomáson, illetve annak közvetlen közelében, olykor azonban olyan környéken is, amit a járat valójában sohasem érintett.